# Hrișcani
Hrișcani – wieś w Rumunii, w okręgu Botoszany, w gminie Vlădeni. W 2011 roku liczyła 157 mieszkańców.